# عبد العزيز الغنيم
عبد العزيز الغنيم (14 يناير 1977-)، ممثل ومخرج سعودي.
مشرف النشاط بجامعة القصيم , شكل ثنائي رائع مع عمر الدغيري في بعض المسرحيات , وترشح لجائزة المفتاحة الدولية عن دوره بمسرحية السكين.

## أعماله

### من المسلسلات
- أطفالنا الأعزاء من أنتاج التلفزيون السعودي عام 1415 - 1416 هـ
- ظل الجزيرة من أنتاج مؤسسة مونتا وعرض على قناة ماسة المجد - الجزء الأول - عام 1431 هـ
- ظل الجزيرة من أنتاج مؤسسة مونتا وعرض على قناة ماسة المجد - الجزء الثاني - عام 1434 هـ
- مرسال من أنتاج مؤسسة مونتا وعرض على قناة ماسة المجد - الجزء الثاني - عام 1435 هـ

### من الأفلام
- فلم أرزاق من أنتاج الغرفة التجارية ببريدة لحفل الشاب العصامي بطولة عمر الدغيري وعبد العزيز الغنيم وتأليف عبد الملك الهويمل - عام 1434هـ

### من المسرحيات
* مسرحية تباشير عام 1416 هـ
- تأليف / ماجد البشري ... أخراج / صبحي يوسف
* مسرحية رحلة هويدي عام 1417 هـ
- تأليف / ماجد البشري ... أخراج / تيسير العاتقي
* مسرحية سعيد في أمريكا عام 1418 هـ
- تأليف / ماجد البشري ... أخراج / تيسير العاتقي
* مسرحية السكين عام 1419 هـ
- تأليف / محمد الهويمل ... أخراج / صبحي يوسف
* ملحمة جزيرة الضياء عام 1420هـ
- أشعار / مشتاق حسين ... إنشاد / فهد الهديب ... تمثيل / عمر الدغيري وإبراهيم المزيرعي ... أخراج / عبد العزيز الغنيم
* مسرحية الرجل الذي غدا ملح عام 1420 هـ
- تأليف / راشد الشمراني ... أخراج / صبحي يوسف
* مسرحية العودة للمستقبل عام 1421 هـ
- تأليف / عبد الله المغيولي ... أخراج / صبحي يوسف
* مسرحية هوامير الفقر عام 1433 هـ
- تأليف / إبراهيم المزيرعي ... أخراج / طاقم العمل
* مسرحية جاثوم عام 1434 هـ
- تأليف / عبد الملك الهويمل ... أخراج / عبد العزيز الغنيم
* مسرحية دق فليفل يا كمون عام 1434 هـ
- تأليف / عبد الله الحمد ... أخراج / غنيم الغنيم
* مسرحية هنا الحل عام 1434 هـ
- تأليف / سعد المدهش ... أخراج / عبد العزيز الغنيم
* مسرحية وقت الخراف عام 1436 هـ
- تأليف / عبد الله الحمد ... أخراج / عبد العزيز الغنيم